# Johannes Wislicenus

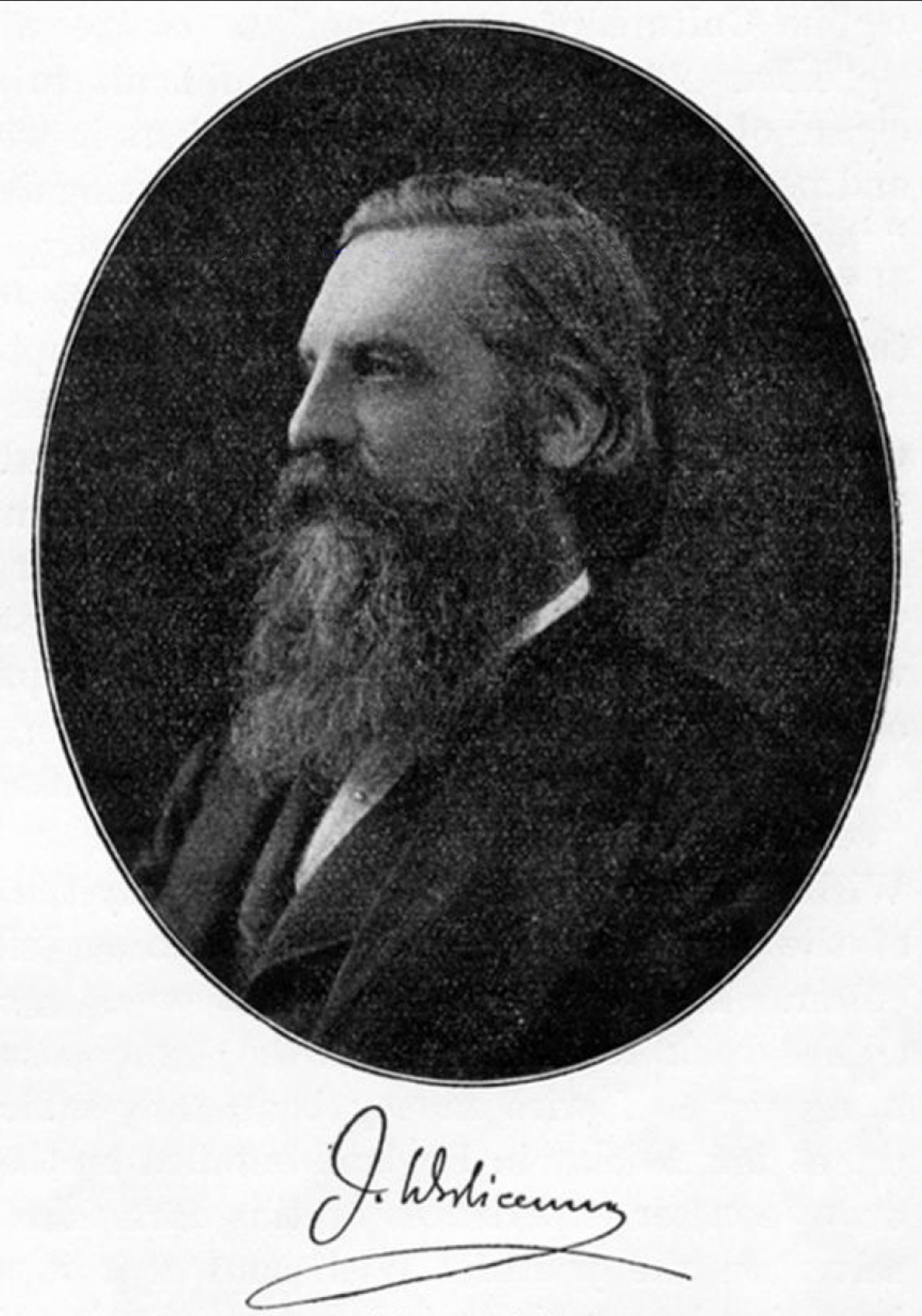
Johannes Wislicenus

Johannes Wislicenus (24 de juny de 1835, Kleineichstedt, Prússia - 5 desembre de 1902, Leipzig, Saxònia) fou un químic alemany que destacà en el camp de l'estereoquímica.

## Biografia
Wislicenus era fill del teòleg protestant radical Gustav Wislicenus. Començà els seus estudis universitaris el 1953 a la Universitat Martí Luter de Halle-Wittenberg però a l'octubre de 1853 emigrà als Estats Units amb la seva família. Per un breu temps exercí com a assistent de química a la Universitat Harvard amb el químic Eben Horsford, i en 1855 fou nomenat professor de l'Institut de Mecànica de Nova York. De tornada a Europa en 1856, continuà els seus estudis de química amb Wilhelm Heinrich Heintz a la Universitat Martí Luter de Halle-Wittenberg. El 1860 fou nomenat professor associat de la Universitat de Zúric a Suïssa i de l'Institut Politècnic de Suïssa i, des del 1868, fou professor de química de dita universitat. El 1870 fou elegit per succeir George Staedel com a professor de Química General a l'Institut Politècnic de Zuric, conservant també la posició de professor titular a la Universitat de Zúric. El 1872 succeí Adolph Strecker en la càtedra de química a la Universitat de Würzburg, i el 1885, succeí Adolph Wilhelm Hermann Kolbe com a professor de Química de la Universitat de Leipzig.

## Obra
Des de finals de 1860, Wislicenus dedicà la seva investigació a la química orgànica. En el seu treball sobre els àcids làctics isòmers, 1868-1872, descobrí l'existència de dues substàncies amb propietats físiques diferents, però amb una idèntica estructura química. Anomenà a aquesta diferència "isomeria geomètrica." Defensà la teoria de Jacobus Henricus van ’t Hoff de l'àtom de carboni tetraèdric asimètric. Amb aquesta teoria, juntament amb la suposició que hi ha "forces especialment dirigides, les afinitats d'energies", que determinen la posició relativa dels àtoms en el molècula, pensà que es disposava d'un mètode per a determinar la disposició espacial dels àtoms a les molècules.
A Würzburg, Wislicenus desenvolupà l'ús d'acetoacetat d'etil en la síntesi orgànica.

## Premis
En 1898 fou guardonat amb la Medalla Davy de la Reial Societat de Londres pels seus treballs en el camp de l'estereoquímica.